# Рінценберг
Рінценберг (нім. Rinzenberg) — громада в Німеччині, розташована в землі Рейнланд-Пфальц. Входить до складу району Біркенфельд. Складова частина об'єднання громад Біркенфельд.
Площа — 11,33 км2. Населення становить 315 ос. (станом на 31 грудня 2020).